# Герб Берёзы
Герб Берёзы (бел. Герб Бярозы) — официальный символ города Берёзы, административного центра Берёзовского района Брестской области Беларуси.

## Описание
Герб города Берёзы представляет собой варяжский щит, в голубом поле которого изображены серебряные ворота. В нижней части поля расположена серебряная оконечность, сопровождаемая двумя волнистыми поясами: верхним - серебряным, нижним голубым.
— Берёзовский районный исполнительный комитет
Герб учреждён Указом Президента Республики Беларусь от 2 декабря 2008 года № 659 и зарегистрированы в Государственном геральдическом регистре Республики Беларусь 23 января 2009 года № Б-133  и № Б-134.